# Neffelbachaue
Koordinaten: 50° 41′ 16″ N, 6° 35′ 50″ O

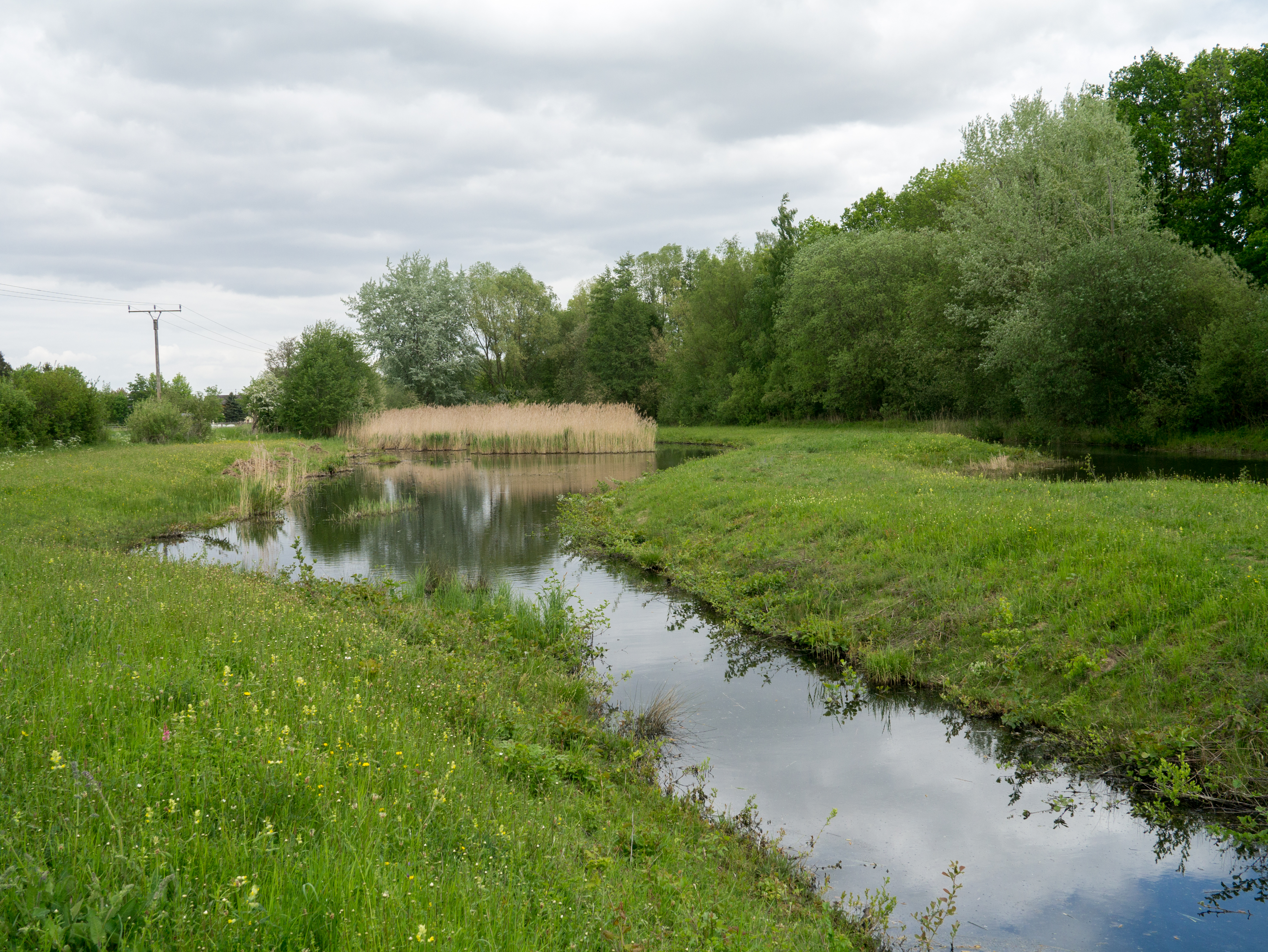
Weiher bei Juntersdorf im Naturschutzgebiet Neffelbachaue (Mai 2016)

Das Naturschutzgebiet Neffelbachaue liegt auf dem Gebiet der Stadt Zülpich im Kreis Euskirchen in Nordrhein-Westfalen. Das aus acht Teilflächen bestehende Gebiet erstreckt sich westlich und nördlich der Kernstadt Zülpich.

## Bedeutung
Für Zülpich ist seit 1984 ein 112,1 ha großes Gebiet unter der Kenn-Nummer EU-023 als Naturschutzgebiet ausgewiesen. Die Unterschutzstellung erfolgt insbesondere wegen seiner Funktion als Lebensraum für nach der Roten Liste in Nordrhein-Westfalen gefährdete, bedrohte und seltene Tier- und Pflanzenarten.